# Église de la Mère-de-Dieu de Mušutište
Pour les articles homonymes, voir Église de la Mère-de-Dieu.
L'église de la Mère-de-Dieu Hodegetria (en serbe cyrillique : Црква Свете Богородице ; en serbe latin : Crkva Svete Bogorodice) était une église orthodoxe serbe située à Mushitishtë/Mušutište, au Kosovo, dans la commune/municipalité de Suharekë/Suva Reka, district de Prizren/Prizren. Construite en 1315, elle a été détruite en 1999 par des Albanais. Dépendant de l'éparchie de Ras-Prizren, elle avait été inscrite en 1990 sur la liste des monuments culturels d'importance exceptionnelle de la république de Serbie.

## Présentation
L'église de la Mère-de-Dieu a été fondée en 1315 à Mushitishtë/Mušutište, près de Suharekë/Suva Reka. L'inscription dédicatoire, à l'entrée de l'édifice, était considérée comme la plus ancienne et la plus accomplie parmi les textes épigraphiques de ce genre[réf. nécessaire]. Le plan de l'église était en forme de croix et le bâtiment était surmonté d'un demi-dôme et doté d'une abside semi-circulaire. Les murs de l'église étaient alternativement constitués de briques et de pierres de taille. Les fresques, appartenant à l'école dite de Mušutište, apparentée au style de l'époque de la dynastie byzantine des Paléologues, avaient été peintes entre 1316 et 1320 et étaient considérées comme un exemple remarquable de la peinture serbe. L'autel de l'église abritait un des rares portraits connus de saint Clément d'Ohrid, qui fut un des grands éducateurs des Slaves du sud[réf. nécessaire]. Dans l'angle nord-ouest de la nef, se trouvaient des représentations des Saintes Femmes, des saints guerriers Théodore Tiron et Théodore Stratelates, des représentations des anges et de saint Pantaléon. Deux icônes du trône, peintes en 1603, représentaient le Christ et la Vierge Marie.
Après l'arrivée des troupes allemandes de la KFOR, l'église fut détruite par des explosifs au début du mois de juin 1999.